# Presa Falcón
Presa Falcón is een stuwmeer van de rivier Río Bravo in Noord-Amerika. Het ligt vlak bij de stad Nuevo Ciudad Guerrero in Mexico.
Het is een van de drie stuwmeren die er liggen, de andere zijn de Presa Mante R. Gomez en Sugar Lake. Bij Presa Falcon stuwmeer staat het gebouw  Club Ecologico Novaterra, educatiecentrum en grootdeels ingericht voor de schoolkinderen en jonge toeristen als uitleg over Mexico's natuurlijke rijkdommen en waarom het behoud ervan belangrijk is.